# Leon Ulatowski
Leon Franciszek Ulatowski (ur. 20 marca 1889 w Ciężkowicach, zm. 10 listopada 1973 w Jabłonnie) – major administracji (piechoty) Wojska Polskiego, jeden z bohaterów bitwy pod Kostiuchnówką, kawaler Orderu Virtuti Militari.

## Życiorys
Leon Franciszek Ulatowski urodził się 20 marca 1889 w Ciężkowicach, w ówczesnym powiecie grybowskim Królestwa Galicji i Lodomerii, w rodzinie Jana (1843–1920) i Marii z Sokołowskich. Miał ośmioro rodzeństwa, którymi byli: Maria, Stanisław, Anna, Jan, Józef Kazimierz, Emilia, Józefa, Jan. Po ukończeniu seminarium nauczycielskiego, a następnie Akademii Handlowej w Krakowie, studiował na wydziale rolniczym Uniwersytetu Jagiellońskiego w Krakowie oraz SGGW w Warszawie. W latach młodzieńczych aktywnie uczestniczył w działalności Polskiego Towarzystwa Gimnastycznego „Sokół”.
W lipcu 1914 wstąpił do Związku Strzeleckiego w Nowym Sączu, gdzie ukończył szkołę podoficerską. 6 sierpnia 1914 został przyjęty do jednej z pierwszych jednostek Legionów Polskich. Do 30 stycznia 1915 pełnił funkcję szefa oddziału szkolnego karabinów maszynowych w Brucku (Austria), po czym został szefem 6 kompanii karabinów maszynowych 1 pułku piechoty. Szczególnym męstwem odznaczył się w bitwie pod Kostiuchnówką – podczas pierwszego i drugiego dnia odwrotu z reduty Piłsudskiego jako dowódca oddziału karabinów maszynowych VI batalionu 5 pułku piechoty (pod bezpośrednim dowództwem mjr Albina Fleszara) skutecznie udaremniał ataki oskrzydlające przeważających sił nieprzyjaciela, za co otrzymał Srebrny Krzyż Orderu Virtuti Militari. 1 stycznia 1917 awansował na chorążego.
Po rozwiązaniu Legionów został komendantem Polskiej Organizacji Wojskowej na okręg borysławski. 1 listopada 1918 wstąpił do Wojska Polskiego, by w roku 1919 w randze kapitana objąć referat karabinów maszynowych przy 1 pułkiem piechoty Legionów oraz dowództwo 4 kompanii karabinów maszynowych. Z 1 pp uczestniczył w wojnie polsko-bolszewickiej czterokrotnie otrzymując Krzyż Walecznych.
3 maja 1922 został zweryfikowany w stopniu kapitana ze starszeństwem z dniem 1 czerwca 1919 i 226. lokatą w korpusie oficerów piechoty. W lipcu 1922 został zatwierdzony na stanowisku pełniącego obowiązki komendanta kadry batalionu zapasowego 1 pułku piechoty Legionów w Jabłonnie. 31 marca 1924 awansował na majora ze starszeństwem z dniem 1 lipca 1923 i 87. lokatą w korpusie oficerów piechoty. W listopadzie 1924 został przydzielony Dowództwa Okręgu Korpusu Nr III w Grodnie do macierzystego 1 pp Leg. w Wilnie. Następnie został dowódcą I batalionu 1 pp Leg. w Wilnie. W styczniu 1926 został przesunięty na stanowisko kwatermistrza. W grudniu 1927 został przeniesiony na stanowisko komendanta Kwatery Głównej Ministerstwa Spraw Wojskowych w Warszawie. W marcu 1929 został przeniesiony do 36 pułku piechoty Legii Akademickiej w Warszawie, na stanowisko zastępcy dowódcy pułku, którym był wówczas płk dypl. piech. Juliusz Ulrych. W grudniu 1929 został przeniesiony do 4 Okręgowego Urzędu Wychowania Fizycznego i Przysposobienia Wojskowego w Łodzi na stanowisko kierownika. Z dniem 1 lutego 1932 został przeniesiony do dyspozycji dowódcy Okręgu Korpusu Nr IV w Łodzi na okres pięciu i pół miesiąca. W czerwcu 1932 został przydzielony do składu osobowego I wiceministra spraw wojskowych na stanowisko oficera sztabowego do zleceń. W marcu 1939 był delegatem Ministra Spraw Wojskowych do Ministerstwa Wyznań Religijnych i Oświecenia Publicznego.
We wrześniu 1939 pełnił funkcję zastępcy szefa eksploatacji, ppłk dypl. Władysława Winiarskiego w Sztabie Obrony Warszawy. Po kapitulacji trafił do oflagu w Eichstätt, a następnie – Oflagu VII A Murnau.
1 września 1945 powrócił do kraju i od razu zgłosił się do służby wojskowej. 23 stycznia 1946 szef Departamentu Personalnego WP odmówił przyjęcia majora Ulatowskiego do wojska ze względu na brak etatów. Od 12 września 1945 do 30 listopada 1947 był zarejestrowany w RKU Warszawa-Praga i urlopowany do czasu powołania do czynnej służby wojskowej. Dnia 1 grudnia 1947 przeniesiony został przez RKU Warszawa-Praga i ostatecznie zwolniony z czynnej służby wojskowej. Rozpoczął pracę w spółdzielczości mleczarskiej, dużo czasu poświęcając pracy społecznej w Kółkach Rolniczych. Pracował w Spółdzielni Mleczarsko-Jajczarskiej w Jabłonnie k. Warszawy (1948–1950), a następnie w Miejskim Zakładzie Mleczarskim w Warszawie. Do 1959 udzielał się społecznie także w Gimnazjum im. A. Mickiewicza w Warszawie jako członek komitetu rodzicielskiego. Zmarł 10 listopada 1973 w Jabłonnie k. Warszawy. Spoczywa obok żony na miejscowym cmentarzu parafialnym.
Od 1922 był żonaty z Apolonią Wójcicką (zm. 1977), lekarką dentystką. Miał czterech synów: Stanisława (ur. 1923), Jacka (ur. 1926), Andrzeja (ur. 1929) i Krzysztofa (ur. 1938).

## Ordery i odznaczenia
- Krzyż Srebrny Orderu Wojskowego Virtuti Militari nr 7128 (17 maja 1922)[18]
- Krzyż Niepodległości (4 lutego 1932)[19]
- Krzyż Kawalerski Orderu Odrodzenia Polski (10 listopada 1938)
- Krzyż Walecznych (czterokrotnie, po raz pierwszy w 1922)[20]
- Złoty Krzyż Zasługi (10 listopada 1928)[21]
- Medal Pamiątkowy za Wojnę 1918–1921
- Medal Dziesięciolecia Odzyskanej Niepodległości
- Odznaka „Za wierną służbę”
- Odznaka Honorowa „Orlęta”
- Odznaka 4 pułku piechoty Legionów
- Odznaka pamiątkowa „Krzyż za zdobycie Wilna 1919”